# قوامی مطرزی
محمد یا احمد خباز گنجی، ملقب به قوامی مطرزی، از پارسی‌گویان قصیده و غزل سرای آذربایجان است. وی برادر یا عموزادهٔ نظامی گنجوی و شاعر دربار اتابیگ قزل ارسلان بود. نخستین فردی که در شعر فارسی بدیعیه سروده است، قوامی مطرزی است.

## نمونه شعر
| ز عکس روی و لب و عارضش برند صفا‍‍‍‍‍ |  | یکی سهیل و دویم زهره و سوم جوزا |